# Basket Landes
Il Basket Landes è una società femminile di pallacanestro con sede a Mont-de-Marsan, in Francia.
Dal 2015 gioca presso l'impianto Espace François Mitterrand. I suoi colori sociali sono il blu e il bianco.

## Storia
Il club è stato fondato nel 2003 con il nome Entente féminine club basket Landes (EFCBL), rilevando i diritti sportivi dell'Eyres Fargues Coudures basket (EFCB).
Dopo tre anni nella terza serie, accede alla Nationale Féminine 1 nel 2006.
Nel 2008 viene promosso nella massima serie.
Terzo nella stagione regolare 2020-21, vince il titolo battendo nella finale play-off il Lattes Montpellier per 72 a 64.

## Cronistoria
fonte:
| Cronistoria del Basket Landes. |
| --- |
| - 2003 · fondazione del club. - 2003-04 · in Nationale féminine 2 (NF2). - 2004-05 · in NF2. - 2005-06 · in NF2, promosso in Nationale féminine 1 (NF1). - 2006-07 · 3ª in NF1. - 2007-08 · 2ª in NF1, vince i play-off, promosso in Ligue Féminine de Basket. - 2008-09 · 12ª in Ligue Féminine de Basket. - 2009-10 · 9ª in Ligue Féminine de Basket. - 2010-11 · 5ª in Ligue Féminine de Basket. - 2011-12 · 7ª in Ligue Féminine de Basket. - 2012-13 · 6ª in Ligue Féminine de Basket. - 2013-14 · 2ª in Ligue Féminine de Basket, semifinali play-off. - 2014-15 · 4ª in Ligue Féminine de Basket, semifinali play-off. - 2015-16 · 6ª in Ligue Féminine de Basket. - 2016-17 · 5ª in Ligue Féminine de Basket, quarti di finale play-off; 6º posto finale. - 2017-18 · 4ª in Ligue Féminine de Basket, quarti di finale play-off; 6º posto finale. - 2018-19 · 6ª in Ligue Féminine de Basket, quarti di finale play-off. - 2019-20 · 6ª in Ligue Féminine de Basket (campionato interrotto). - 2020-21 · 3ª in Ligue Féminine de Basket, vince i play-off, campione di Francia (1º titolo). - 2021-22 · 4ª in Ligue Féminine de Basket, semifinali dei play-off; finale di Match des champions (Supercoppa); Vince la Coppa di Francia (1º titolo). - 2022-23 · 5ª in Ligue Féminine de Basket, quarti di finale dei play-off; finale di Match des champions (Supercoppa); Vince la Coppa di Francia (2º titolo). - 2023-24 · 3ª in Ligue Féminine de Basket, finale dei play-off; Vince la Supercoppa (Match des champions) (1º titolo); finale di Coppa di Francia. - 2024-25 · 2ª in Ligue Féminine de Basket, vince i play-off, campione di Francia (2º titolo). |

## Allenatori
- 2003-2004  ·  Gilles Gardères
- 2004-2017  ·  Olivier Lafargue
- 2017-2019  ·  Cathy Melain
- dal 2019   ·  Julie Barennes

## Palmarès
- Campionato francese: 2

2021, 2025
- Coppa di Francia: 2

2021-2022, 2022-2023
- Match des champions: 1

2023

## Roster 2021-2022
Aggiornato al 21 dicembre 2021.
| Basket Landes | Basket Landes |
| Giocatrici    | Staff tecnico |
| ------------- | ------------- |

| 1  | Brasile (bandiera)                     | C  | Clarissa Dos Santos     | 1988 | 196 cm |  |  |
| 2  | Svezia (bandiera)                      | A  | Regan Magarity          | 1996 | 192 cm |  |  |
| 3  | Stati Uniti (bandiera)                 | A  | Sophie Cunningham       | 1993 | 185 cm |  |  |
| 4  | Francia (bandiera)                     | PG | Marine Fauthoux         | 2001 | 174 cm |  |  |
| 5  | Francia (bandiera)                     | G  | Celia Cardenal          | 2002 | 174 cm |  |  |
| 6  | Serbia (bandiera) · Francia (bandiera) | G  | Lidija Turčinović       | 1994 | 176 cm |  |  |
| 9  | Francia (bandiera)                     | PG | Céline Dumerc (C)       | 1982 | 169 cm |  |  |
| 11 | Francia (bandiera)                     | G  | Valériane Vukosavljević | 1994 | 184 cm |  |  |
| 22 | Australia (bandiera)                   | C  | Marianna Tolo           | 1989 | 196 cm |  |  |
| 29 | Francia (bandiera)                     | C  | Sara Roumy              | 2003 | 180 cm |  |  |
| 33 | Nuova Zelanda (bandiera)               | G  | Jillian Harmon          | 1987 | 185 cm |  |  |
| 74 | Francia (bandiera)                     | G  | Marie-Ève Paget         | 1998 | 171 cm |  |  |
| 97 | Francia (bandiera)                     | G  | Kendra Chéry            | 2001 | 188 cm |  |  |

| Allenatore                                            |
| - Julie Barennes                                      |
| Assistente/i                                          |
| - Shona Thorburn Legenda - (C) Capitano - Infortunato |